# Famille Wróblewski
La famille Wróblewski, armoiries Ślepowron, est une importante famille de la noblesse polonaise.

## Nom
Le nom Wróblewski se décline au féminin : Wróblewska, et au pluriel : Wróblewscy.

## Personnalités
- Bazyli Wróblewski - fondateur de la famille
- Franciszek Józef Wróblewski (1789-1857), médecin et militant politique, décoré de l' Ordre de St. Anne
- Ludwik Franciszek Wróblewski (1814-1870), médecin, décoré de l' Ordre de St. Anne
- Józef Onufry Wróblewski (1817-1873), lieutenant des troupes russes
- Piotr Onufry Wróblewski (1843-1909), vétéran du insurrection de Janvier, lieutenant
- Bronisław Wróblewski (1888-1941), avocat et conférencier
- Andrzej Wróblewski (1927-1957), peintre
- Jerzy Wróblewski (1926-1990), avocat
- Jan Wróblewski (1882-1967), entrepreneur
- Mariusz Józef Wróblewski (1991), historien et généalogiste